# Dyke (Écosse)
Pour les articles homonymes, voir Dyke (homonymie).
Dyke (gaélique écossais : Dìg) est un petit village situé sur la côte de Moray en Écosse, à environ 6,5 km à l'est de Forres. Il se trouve près de la forêt de Culbin, de la rivière Findhorn et du Château de Brodie. Il se trouve également près du tertre de Macbeth Ier, qui est peut-être le lieu du rendez-vous de Macbeth avec les sorcières dans la pièce de Shakespeare. 
La paroisse était connue en gaélique sous le nom Sgìre Dhìg. L'origine du nom du village est supposé provenir du mot gaélique dìg, signifiant une canalisation ou une digue.
Il y a deux bâtiments à Dyke, la toujours fonctionnelle Église d'Écosse construite en 1781, et la vieille Église de l'est, qui est une vieille église presbytérienne construite en 1856 sur des terres données à la ville par la famille Brodie, qui sont toujours des propriétaires majeurs de la région. La vieille église a été fermée au milieu du XXe siècle et a été utilisée comme entrepot de patates pendant des décennies, ce qui est courant pour de vieilles églises dans la région. Elle est maintenant utilisée en tant que chambre d'hôtes.